# Richard Schiff
Richard Schiff (rođen 27. svibnja 1955.) je američki glumac. Najpoznatiji je po ulozi Tobyja Zieglera u NBC-jevoj televizijskoj seriji Zapadno krilo za koju je osvojio prestižnu televizijsku nagradu Emmy. Upravo mu je nastup u toj seriji omogućio redateljski debi - režirao je epizodu Talking Points.

## Rani život
Schiff je rođen u Bethesdi, država Maryland, kao drugo od troje djece televizijske producentice Charlotte i odvjetnika nekretnina Edwarda Schiffa. Njegovi roditelji rastali su se kada mu je bilo 12 godina. Otac je bio Austrijanac, a majka Francuskinja. Iako je odustao od pohađanja srednje škole, kasnije ju je uspješno završio. 1973. godine kratko je studirao u New Yorku, ali nije diplomirao. Preselio se u Colorado gdje se zaposlio kao drvosječa. 1975. godine vratio se u New York gdje je započeo studij glume i uskoro bio uključen u kazališni program.  

## Karijera
Schiff je u početku studirao režiju. Režirao je nekoliko off-Broadway predstava, uključujući Antigonu 1983. godine u kojoj je nastupila Angela Bassett. Sredinom 80-tih godina prošlog stoljeća Schiff se upustio u glumačke vode i odigrao nekoliko televizijskih uloga. Nakon što ga je redatelj Steven Spielberg vidio u televizijskoj drami High Incident odlučio mu je dati ulogu u filmu Jurski park: Izgubljeni svijet. Uskoro mu je glumačka karijera krenula uzbrdo što ga je dovelo do uloge Tobyja Zieglera, direktora za komunikacije, u hvaljenoj, nagrađivanoj i vrlo uspješnoj seriji Zapadno krilo autora Aarona Sorkina. 
1995. godine Schiff je glumio odvjetnika lika kojeg je glumio Kevin Spacey u filmu Sedam. 1996. godine Schiff je glumio u epizodama tada izuzetno popularnih serija Hitna služba i Newyorški plavci. Iste godine, zajedno s Alom Pacinom i Johnom Cusackom glumio je u filmu City Hall, a 1998. godine uz bok Eddieju Murphyju nastupio je u komediji Dr. Dolittle. Također je nastupio u filmu katastrofe Žestoki udar te u kritički hvaljenom Ja sam Sam, sa Seanom Pennom i Michelle Pfeiffer. 
Schiff se 2004. godine pojavio u filmu Ray kao Jerry Wexler, producent Raya Charlesa, za koji je morao obrijati bradu. Nakon što je šest godina glumio u seriji Zapadno krilo, odlučio je otići ispunivši svoj Ugovor. Nakon što je NBC odlučio ukinuti seriju nakon sedme sezone, Schiff je nastavio nastupati u pojedinim epizodama sve do svibnja 2006. godine, iako se nije pojavio u posljednjoj epizodi. Te iste godine glumio je uz Petera Krausea u trileru Civic Duty. 
Schiff je imao malu ulogu u finalu druge sezone serije Entourage u kojem je glumio samog sebe. U sceni se Schiff nalazi na ručku sa svojim agentom Arijem Goldom u kojem mu govori da želi glumiti u akcijskim filmovima. Početkom 2006. godine Schiff se odlučio vratiti kazališnim korijenima te je počao nastupati u predstavama. 

## Osobni život
Schiff je upoznao Sheilu Kelley tijekom audicije za Antigonu 1993. godine, a vjenčali su se 1996. Zajedno imaju sina Gusa i kćerku Ruby.
Schiff je član Demokratske stranke; podupirao je Baracka Obamu na Predsjedničkim izborima 2008. godine. Prije toga podupirao je senatora Joea Bidena, dok je ovaj još bio u utrci.